# Les Compagnons de la musique
 (novembre 2015).
Si vous disposez d'ouvrages ou d'articles de référence ou si vous connaissez des sites web de qualité traitant du thème abordé ici, merci de compléter l'article en donnant les références utiles à sa vérifiabilité et en les liant à la section « Notes et références ».
Les Compagnons de la musique est un groupe de musique français des Compagnons de France né au début de l'Occupation, durant la Seconde Guerre mondiale, en octobre 1941. Ce groupe de choristes mis en place par Louis Liébard a été créé à Lyon, pour enseigner le chant choral à des jeunes et les former aux rudiments de la chanson folklorique en y ajoutant un concept, celui de la chanson animée.
Le groupe est à l'origine de la création de l'ensemble vocal Les Compagnons de la chanson, puisque - en 1944 - huit « Compagnons de la Musique » décident de voler de leurs propres ailes pour aller vers une carrière davantage axée vers le music-hall sous le nom de « Compagnons de la chanson ».

## Historique
Les postulants, filles et garçons, sont souvent des jeunes gens arrivés de la zone occupée qui se sont retrouvés sans ressources en zone libre, et peu réussiront à figurer par la suite parmi les titulaires indiscutables de la formation très vite appelés à donner des représentations.
Encadrés par quatre répétiteurs, Jean Verline, François Miellot, Roger Hermann et Maurice Meyer, chargés d’assister Louis Liébard, Miss Pledge pour la partie chorégraphie et Marie-Madeleine Liébard, les Compagnons de la musique, hébergés dans une grande maison au 10, chemin de Champvert à Lyon, font très vite le bonheur de leurs premiers admirateurs. Notamment lors des premières représentations qu’ils sont amenés à donner à Lyon dans le quartier du Point du Jour avant de songer à étendre singulièrement le champ de celles-ci (sud du pays puis France entière et même Allemagne).
En 1944, alors qu’ils se sont déplacés à Paris, ils connaissent un premier succès et y rencontrent Édith Piaf à l'occasion d'un gala donné au profit des Œuvres Sociales des Cheminots à la Comédie-Française. C'est le début d'une notoriété qui leur vaut d'être auditionnés par le Directeur de l'A.B.C., Mitty Goldin, et de se produire dans plusieurs cabarets à la mode. Personne ne se doute encore que huit des Compagnons de la Musique choisiront quelques mois plus tard de voler de leurs propres ailes pour aller vers une carrière davantage axée vers le music-hall sous le nom des Compagnons de la chanson. Au grand dam de leur formateur Louis Liébard.
En 1945, ils intègrent le théâtre aux Armées où ils se produisent également sur scène, interprétant de vieilles mélodies françaises empruntées au folklore comme Perrine était servante. La même année, dix des garçons composant la troupe feront leurs débuts au cinéma dans Les Gueux au paradis sans jamais apparaître à l'image. On ne retiendra d'eux et de leur prestation que leurs voix. 
Après le départ de huit d’entre eux en février 1946, et non des moindres, dont le soliste Fred Mella, les quelques Compagnons de la Musique restés fidèles à Louis Liébard, dont Paul Catrin, essaieront jusqu'en 1950 de poursuivre le but que s’était fixé leur créateur en les formant à Lyon : la promotion de la chanson folklorique. Adrien Vésin, et quelques nouveaux font leur apparition : Raymond Jacquet, Yves Boirard et Claude Perrier. Privés de Paul Catrin et de Yves Tessier qui ne font plus partie de l’ensemble, les Compagnons de la Musique se sont donc retrouvés à sept en 1947. Puis, les deux plus anciens, Verline et Mansuy, mettent à leur tour un terme à cette expérience. On sait à présent que Jean Verline se remettra difficilement de cette succession d’incompréhensions et d’épreuves. Les deux partants seront remplacés par trois nouveaux : Philippe Doyen, Pierre Le Goistre et Gilles Arrivé, auxquels se joindra Monique Doyen, la sœur de Philippe. 
Après que quelques autres Compagnons de la Musique aient tenté de voler à leur tour de leurs propres ailes sous le nom des Cinq Pères à partir de 1951, la formation sera dissoute. Seuls lui survivront neuf compagnons de la chanson avec le succès qu’on leur a connu et, jusqu'en 1970, les Cinq Pères avec une notoriété plus relative. 
Jean-Jacques Blanc, un isérois ancien enseignant de chant, a réalisé en octobre 2008 aux Editions Decal'Age productions un ouvrage abondamment illustré qui revient sur cette magnifique et surprenante odyssée des Compagnons de la Musique. Il lui paraissait important de savoir, puis de dire, qui ils étaient et ce qu'ils sont devenus aujourd'hui. Cet ouvrage a été présenté durant le Festival-de-la-Chanson-Vivante Attention-les-Feuilles, à la Médiathèque de Cran-Gevrier (Haute-Savoie), qui s'est clôturé sur cette dédicace, le 25 octobre 2008, en présence de Marc Herrand, de Gérard Sabbat, et de certains anciens Compagnons de la Musique et de leurs enfants, dont Roger Mansuy, l'ancien trésorier des Compagnons de la Musique en 1946, et de Mireille Lancelot, épouse du regretté historiographe des compagnons de la chanson.

## Compagnons
Parmi les Compagnons de la Musique :
- Jean-Louis Jaubert (1920-2013)
- Fred Mella, ténor, (1924-2019)
- Jo Frachon (1919-1992)
- Jacques Bodoin (1921-2019)
- Marc Herrand (1925-2013)
- Jean Albert (1920-2003)
- Hubert Lancelot (1923-1995)
- Guy Bourguignon (1920-1969)
- Gérard Sabbat (1926-2013)
- Mireille Coutelen qui épousera par la suite Hubert Lancelot
- Marianne Chassot (1923-2001), devenue par la suite Marianne Guerrier
- Odile Michal (-2008), devenue par la suite Odile Darodes
- Jean Verline, ténor (1918-2000)
- Roger Mansuy basse, (1921-2015)
- Jacques Leconte batteur
- Roger Hermann, basse
- Guy Bouxin, né à La Côte-Saint-André en 1923
- Pierre Le Goistre, né à Brive (1925-1996)
- Régine Ariusso (-avril 1944)
- Maurice Meyer, baryton
- Paul Lévy, dit Leblond
- Paul Catrin, (-1998)
- Gilles Arrivé, (-2008)

### Autres
- André Chavanne
- Jacques Riaux
- Georges de Sokoloff
- François Miellot
- Jean Serry
- Jean Vergnaud
- Jeannine Sautet-Lanteaume
- Léo Sautet
- Yvette Perche
- Jean Rallet
- René Lamoureux
- Maurice Pernet
- René Loulou Meyrueix
- Michèle Archedéacon
- Yves Tessier
- Philippe Doyen
- Adrien Vesin
- Monique Doyen